# Mkushi (Sambia)
Mkushi, auch Old Mkushi, ist eine Kleinstadt mit 45.927 Einwohnern (2022) in der Zentralprovinz in Sambia am Fluss Lunsemfwa. Es ist Hauptstadt des gleichnamigen Distriktes.

## Geografie
Mkushi liegt etwa 1250 Meter hoch am Tanzam Highway und an der TAZARA 85 Kilometer nordöstlich von Kapiri Mposhi und 300 Kilometer südwestlich von Mpika. Geologisch liegt Mkushi am Südostende des Copperbelt.

## Infrastruktur
Mkushi bietet mehrere Hotels etwas weiter am Fluss, in Mkushi River. Von Mkushi aus sind der Kasanka-Nationalpark und die Kundalilafälle des Flusses Mkushi zu erreichen. Der Ort hat eine ungeteerte, 1000 Meter lange Flugpiste, Grund- und Sekundarschulen sowie ein Krankenhaus.

## Demografie
| Jahr | Einwohnerzahl |
| ---- | ------------- |
| 1990 | 7804          |
| 2000 | 10.597        |
| 2010 | 19.196        |
| 2022 | 45.927        |